# Военная связь
Военная связь — различные средства, с помощью которых осуществляется управление войсками.

## История
Одной из основных задач военной связи с древнейших времен было предупреждение о приближении врага. Способы оповещения об этом были разными: при помощи костров, зажженных вех, факелов, ударов в выдолбленные стволы деревьев, подвешенные куски железа и т. п., а в более позднее время — при помощи ударов в колокол (набат) или в особый барабан. Что же касается управления войсками на поле боя, то в древности бой велся врукопашную воинами, сражавшимися в тесно сомкнутых рядах, количество воинов было невелико, так что командующий мог видеть их всех и управлять ими, подавая команды голосом, свистом, условными знаками или увлекая их личным примером. К древнейшим средствам управления войсками относятся также трубы, рога и барабаны, при помощи которых подавали сигналы об атаке, отходе и т.п.
По мере увеличения количества сражающихся, расширения поля боя, при разделении войска на несколько частей, каждая из которых получала определенную задачу для передачи распоряжений полководца и доставки ему донесений от подчиненных, а также для связи полководца с правителем государства стали широко использоваться пешие и конные гонцы. Первоначально они назначались каждый раз из числа людей, наиболее пригодных для выполнения данной задачи, а затем в армиях начали выделяться люди, специально предназначенные для доставки распоряжений и донесений на большие расстояния. Так, в России в XVIII веке были введены полевые курьеры (фельдъегери) и в конце XVIII века был создан специальный фельдъегерский корпус.

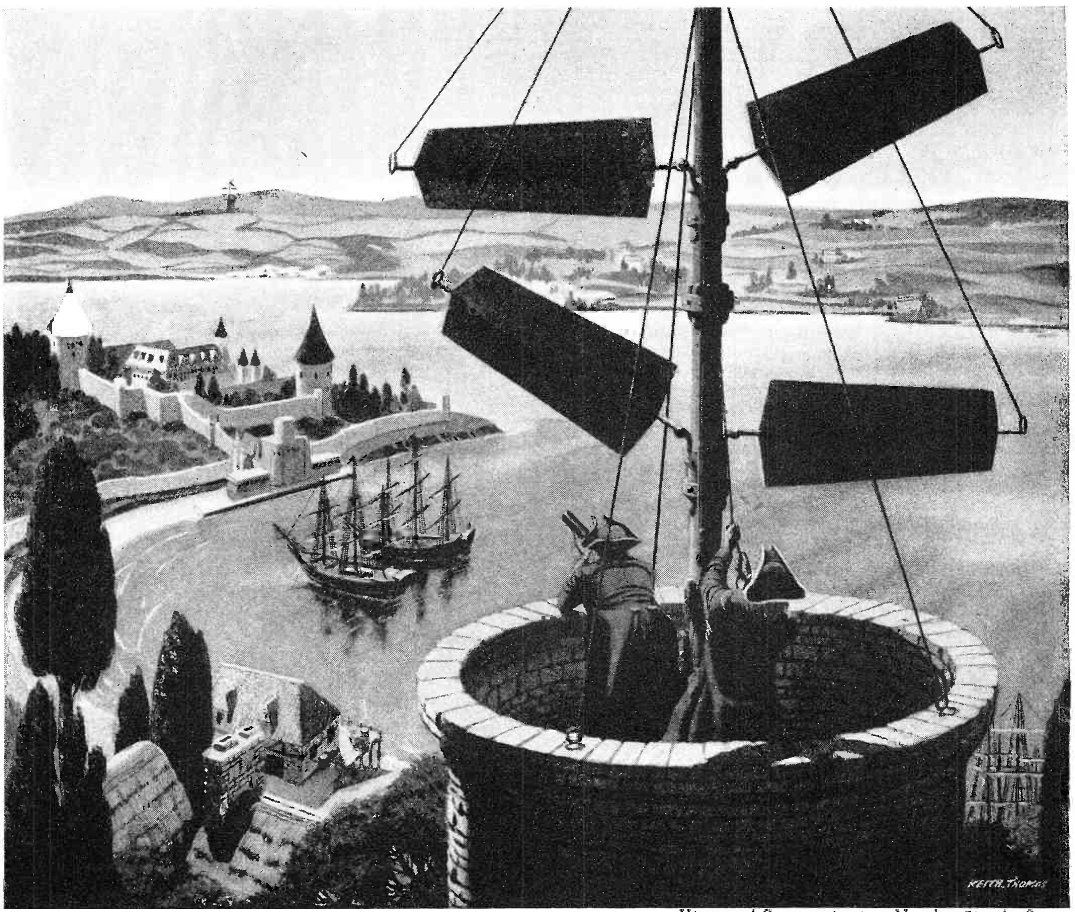
Семафор братьев Шапп на службе армии Наполеона

Однако недостатком конных курьеров была малая скорость передачи сообщений с их помощью на большие расстояния. Иногда пытались передавать сигналы на большие расстояния при помощи цепочки огней и дымов, но так можно было передавать лишь простейшую информацию. Требовались такие способы связи, которые давали бы возможность передавать слова и фразы. Первым таким техническим средством связи стал оптический телеграф, который был впервые применен во время войны первой коалиции: 1 сентября 1794 года  Карно в Париже получил по оптическому (семафорному) телеграфу Шаппа извещение о взятии французами в тот же день города Конде. Своим блестящим победам Наполеон был немало обязан оптическому телеграфу, с помощью которого он имел возможность быстро передавать свои распоряжения на большие расстояния. Однако постоянные линии семафорного телеграфа из-за своей громоздкости не могли обеспечить связь с войсками, которые часто изменяли место своего расположения.
В первой половине XIX века был изобретен электрический телеграф, который сначала стал применяться главным образом для связи главного командования с крупными штабами, поскольку постоянных телеграфных линий для связи с корпусами и дивизиями было недостаточно. При обороне Севастополя в 1854-55 годах в русской армии впервые был применён «военно-походный электрический телеграф». Также применялись семафорный телеграф, сигнальные флажки, световые сигналы ночью.

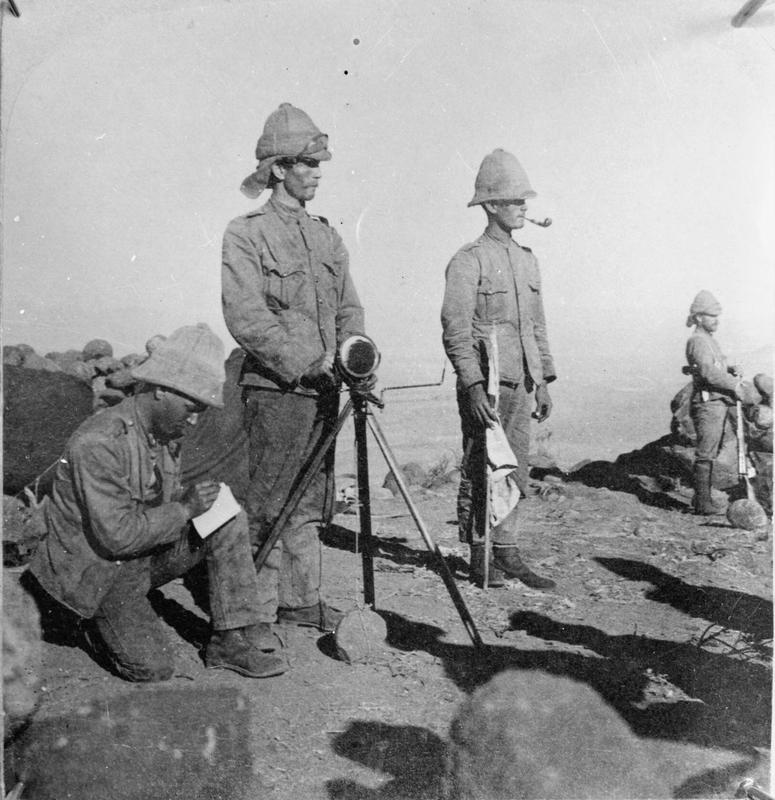
Британские солдаты с гелиографом во время второй англо-бурской войны

В 1869 году британец Генри Кристофер Манс изобрёл гелиограф для передачи информации на расстояние с использованием солнечного света посредством световых вспышек, которые создавались поворотными зеркалами, или прерыванием луча света затвором. Управление вспышками осуществлялось с помощью ключа, аналогичному телеграфному, информация передавалась, как правило, азбукой Морзе. Гелиографы применялись в армиях многих стран в XIX и начале XX века (в армиях Великобритании и Австралии — вплоть до 1960-х годов)..
В 1876 году был изобретен телефон, но в армии он первоначально применялся лишь в крепостях, а также использовался для проверки линий надсмотрщиками в телеграфных ротах.
В начале XX века было изобретено радио, которое прежде всего было использовано в военно-морском флоте. Но, наряду с опытами по внедрению радиосвязи на флоте, разрабатывались радиостанции для сухопутных войск.
Во время русско-японской войны 1904-05 годов уже применялся полевой телефон, что, в частности, позволило в артиллерии управлять с наблюдательных пунктов стрельбой с закрытых позиций. Также в ходе русско-японской войны в русской армии впервые было применено радио. 

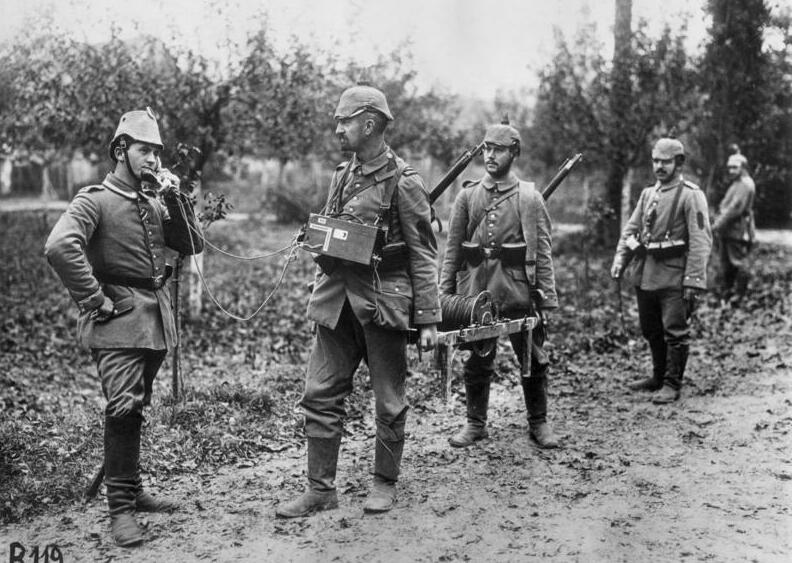
Немецкие солдаты прокладывают телефонную линию во время Первой мировой войны.

Во время Первой мировой войны полевые телефоны уже достигли достаточной портативности (если не принимать во внимание тяжелых катушек с кабелем). Радио использовалось в штабах фронтов, армий и корпусов, а также в артиллерии и авиации. Уже появились первые переносные радиостанции, но они были достаточно громоздкими и не получили большого распространения. Для передачи информации также по-прежнему широко применялись офицеры связи, ординарцы, вестовые, которые стали использовать не только лошадей, но и мотоциклы, автомобили и аэропланы. На полях сражений использовалась также сигнализация флагами (днем — до 1,5 км), фонарями (ночью — до 3 км), сигнальными ракетами, на малых расстояниях подавались сигналы свистком. Использовалась также голубиная связь.

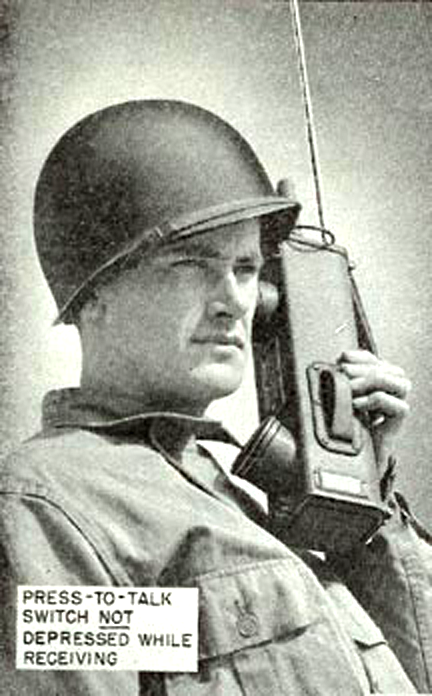
Американский солдат с рацией SCR-536

Во время Второй мировой войны происходило активное развитие портативных радиостанций. Первой переносной рацией, прозванной «Walkie-Talkie» (уоки-токи, «ходилка-говорилка»), стал армейский приёмопередатчик Motorola SCR-300, носимый в рюкзаке. Эта модель была создана командой инженеров из Galvin Manufacturing Company (предшественник компании Motorola) в 1940 году. Затем Motorola выпустила более компактную модель SCR-536, которую можно было держать в руке как телефонную трубку — впрочем, довольно большую и тяжёлую. Прозвали её «Handie-Talkie». По дальности связи она уступала первой модели.
Несмотря на то, что в РККА имелись радиостанции, в первые годы Великой Отечественной войны советское командование отдавало предпочтение проводной (телефонной) связи. Но уже в 1942 году командующим фронтами, армиями, а впоследствии и командирам соединений были предоставлены личные радиостанции, которые находились при них во время выезда в войска, с приставленными к ним радистами и шифровальщиком. К этому времени в СССР удалось произвести часть необходимого оборудования, также радиотехнику получали по ленд-лизу. Уже к 1943 году советская армия была полностью обеспечена радиосвязью.
По-настоящему компактные, лёгкие и при этом экономичные средства радиосвязи появились в конце 1950-х — начале 1960-х годов, с развитием полупроводниковой электроники.
До недавнего времени основу инфраструктуры связи на театре военных действий составляли радиорелейные и кабельные линии связи. В 2002 году в США началось создание мобильной системы связи WIN-T, основанной на спутниковых системах связи и системах радиосвязи прямой видимости. WIN-T использует технологии, реализующие принципы построения сети Интернет в корпоративных закрытых сетях.

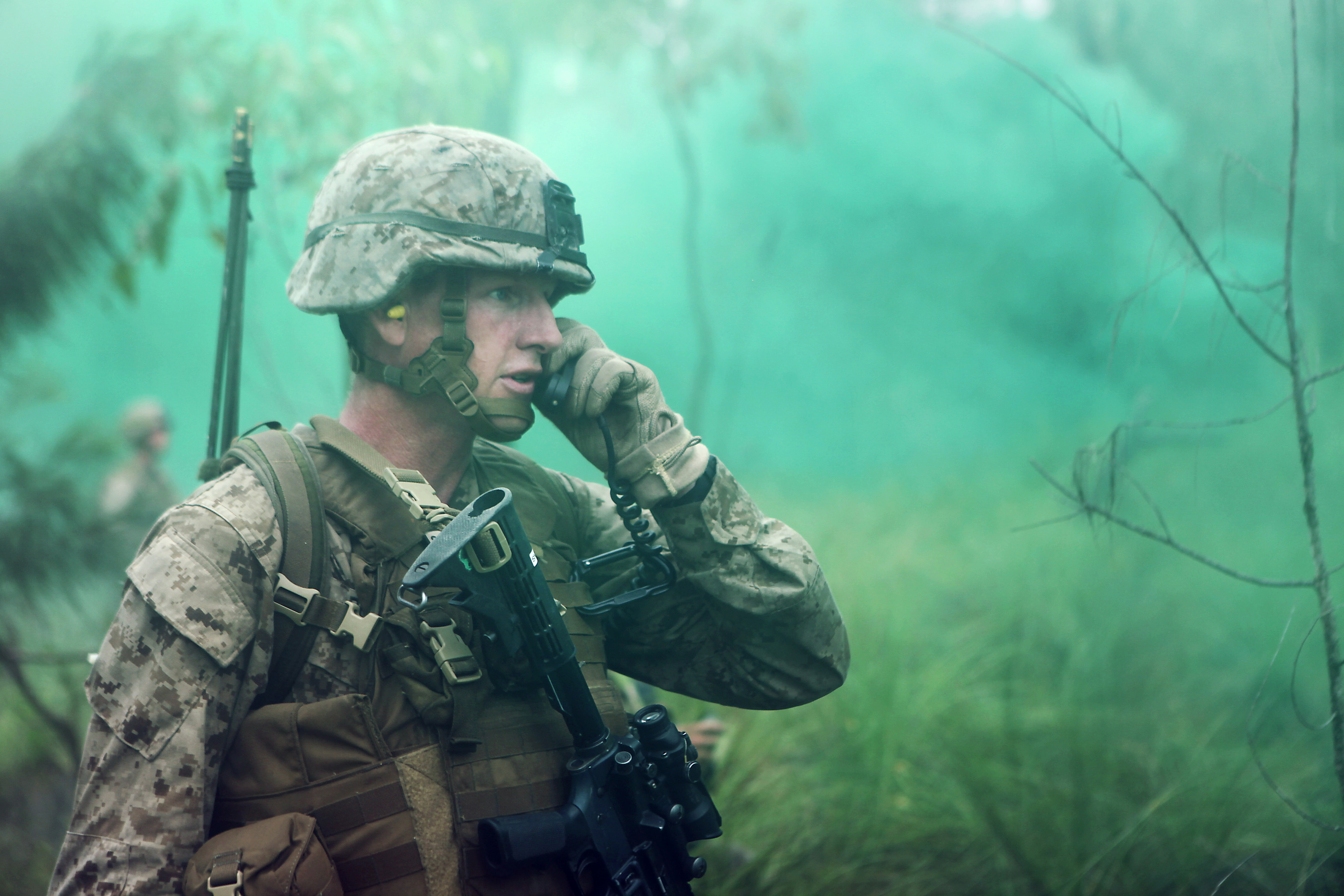
Сержант морской пехоты США на учениях, 2012 год

В настоящее время одной из наиболее серьезных проблем развития систем военной связи является несовместимость средств связи различных военных ведомств как одной страны, так и разных стран-союзников. В частности, это проявилось во время бомбардировок Югославии в 1999 году, когда боевые самолеты Германии и США выполняли одни и те же задания, их бортовые радиостанции работали в одних и тех же диапазонах и режимах, однако летчики принимали приказы каждый от своего командования, поскольку у американцев уровень криптографической защищенности был более высоким, и сообщения, передаваемые на американские самолеты, нельзя было расшифровать на радиостанциях союзников. Решить эту проблему совместимости позволяет технология так называемых программируемых радиостанций SDR (software-defined radio), которые, подобно персональному компьютеру, используют стандартные аппаратные средства для выполнения функций под управлением программного обеспечения.
Еще одной важнейшей задачей модернизации систем управления и связи сухопутных войск стран НАТО является обеспечение удаленного доступа частей и подразделений, находящихся на театре военных действий, к ресурсам информационных систем мест их постоянной дислокации. Для этого была создана глобальная инфраструктура (Global Information Grid) министерства обороны США, предоставляющая возможность обмена информационными ресурсами между всеми видами вооруженных сил стран НАТО.